# Ossido di praseodimio(III,IV)
L'ossido di praseodimio(III,IV), formula chimica Pr6O11, è un ossido del praseodimio.

## Usi
È una polvere cristallina di colore marrone scuro, utilizzato per la colorazione delle ceramiche e dei vetri.